# Longitude do periastro

Elementos orbitais de um corpo em redor do Sol.

A longitude do periastro ({\displaystyle {\bar {\omega }}\,}), é a soma de dois ângulos medidos em planos distintos: a longitude do nó ascendente ({\displaystyle \Omega \,\!}) medida sobre o plano de referência, e o argumento do periastro ({\displaystyle \omega \,\!}) medido sobre o plano da órbita:
{\displaystyle {\bar {\omega }}=\Omega +\omega \,}
No caso de órbitas em redor do Sol chama-se longitude do periélio e no caso de órbita em torno da Terra longitude do perigeu.
- Este artigo foi inicialmente traduzido, total ou parcialmente, do artigo da Wikipédia em castelhano cujo título é «Longitud del periastro», especificamente desta versão.